# Carl Joseph Ringelmann
Carl Joseph Ringelmann, auch Karl Joseph Ringelmann (* 10. April 1776 in Würzburg; † 5. Juli 1854 ebenda), war ein deutscher Chirurg und Zahnarzt. Er war der erste Dozent für wissenschaftliche Zahnheilkunde an einer deutschen Universität und ordentlicher Professor an der Julius-Maximilians-Universität Würzburg.

## Leben
Ringelmann immatrikulierte sich 1792 als Medizinstudent (Candidatus chirurgiae) und hat ab 1795 als Unterchirurg in österreichischen Militärspitälern gedient. 1799 stellt Ringelmann beim Magistrat den Antrag, sich als zweiter Zahnarzt neben dem Hof- und Stadtzahnarzt Frank in Würzburg niederlassen zu dürfen, was ihm trotz Widerstands von Frank gewährt wurde. Ihm wurde jedoch auferlegt, keine Gesellen oder Lehrjungen zu unterrichten. 1801 stellte er bei Herzog Maximilian I. Joseph von Bayern den Antrag, ihm die Lehrerlaubnis an der Hohen Schule zu Würzburg als öffentlichem Lehrer zu erteilen, worauf er 1802 der erste Dozent für Zahnheilkunde in Würzburg wurde und von 1803 bis 1825 als Zahnarzt an der Medizinischen Fakultät im Juliusspital angestellt war.
Im Jahr 1804 wurde er mit einer Dissertation über Karies an der Ruprecht-Karls-Universität Heidelberg zum Doktor der Chirurgie promoviert und hatte nun die Möglichkeit, sich zum Privatdozenten für Zahnmedizin zu habilitieren. Im selben Jahr kündigte er eine Lehrveranstaltung Ueber das Zahnen der Kinder an. Ringelmann war Wundarzt der 1. Klasse, Zahnarzt an mehreren Höfen und Secretair der polytechnischen Anstalt. Großherzog Ferdinand III. von Würzburg ernannte ihn 1806 zu seinem Leibzahnarzt und verlieh ihm am 27. Oktober 1807 den Professorentitel. 1815 erhielt er die Lehrerlaubnis als außerordentlicher Professor der Zahnheilkunde und am 18. Dezember 1825 wurde er zum Leibzahnarzt des Königs Ludwig I. von Bayern ernannt. Er erhielt sowohl die Erlaubnis als ordentlicher Professor Vorlesungen zu Mund- und Zahnkrankheiten abzuhalten, wofür er ein Jahresgehalt aus der Universitätskasse erhielt, als auch das Privileg gegen einen Nachdruck der von ihm herausgegebenen Zeitschrift Über Mund- und Zahnübel. Er hatte als Dentist einen guten Ruf. Er lebte zurückgezogen im alten Seelhaus, dem ehemaligen Pilgerpflegehaus im Pleichacher Viertel. Ringelmann starb in Würzburg. Der Trauergottesdienst fand am 7. Juli 1854 in der Pfarrkirche St. Gertraud statt.

## Schriften (Auswahl)
- Abhandlung vom rheumatischen Zahnweh. Reiner, Würzburg 1800.
- Über die Entzündung. Würzburg 1801.
- Dissertatio de ossium morbis, eorumque in specie denim carie. Stahel, Würzburg/Rudolstad 1804.
- De necrosi ossium. Klüger, Rudolstad 1805.
- Abhandlung über Diät, Pflege des Mundes und die Erhaltung gesunder und reiner Zähne und über diätetisches Verhalten während der Entwicklungsperiode. Nürnberg 1823.
- Der Organismus des Mundes, besonders der Zähne, deren Krankheiten und Ersetzungen: für Jedermann, insbesondere für Eltern, Erzieher und Lehrer. Riegel und Wiessner, Nürnberg 1824.[7]